# IC 4824
IC 4824 ist eine irreguläre Zwerggalaxie vom Hubble-Typ IBm im Sternbild Pfau am Südsternhimmel. Sie ist schätzungsweise 38 Millionen Lichtjahre von der Milchstraße entfernt und hat einen Durchmesser von etwa 25.000 Lichtjahren.

Das Objekt wurde am 13. August 1901 von DeLisle Stewart.